# Ischaemum rangacharianum
Ischaemum rangacharianum är en gräsart som beskrevs av Cecil Ernest Claude Fischer. Ischaemum rangacharianum ingår i släktet Ischaemum och familjen gräs. Inga underarter finns listade i Catalogue of Life.